# Tyler Larson
Tyler Larson,  (Las Vegas, Nevada, 31 de diciembre de 1991) es un jugador de baloncesto estadounidense. Con 1.91 de estatura, su puesto natural en la cancha es el de escolta. Actualmente forma parte de la plantilla del Pallacanestro Reggiana de la Lega Basket Serie A, la primera categoría del baloncesto italiano.

## Trayectoria
Es un jugador formado en South Dakota Coyotes y tras no ser drafteado en 2015, el jugador comenzaría su carrera profesional en Letonia, donde jugaría durante una temporada en las filas del BK Jēkabpils y la siguiente temporada en las filas del Barons Kvartāls. Tras disputar comenzar la temporada en Letonia con BK Barons, el jugador daría el salto a Lituania donde formaría parte de la plantilla de KK Pieno žvaigždės.
En verano de 2017, firma por el Liege Basket y tras realizar unos buenos promedios, le servirían para firmar enero de 2018 por el Pallacanestro Varese de la Lega Basket Serie A hasta 2019.
El 23 de septiembre de 2021, firma por el BC Nizhni Nóvgorod de la Superliga de baloncesto de Rusia.
Días después, firma por el Victoria Libertas Pesaro de la Lega Basket Serie A, la primera categoría del baloncesto italiano.